# Mebidrolina
La mebidrolina, spesso commercializzata come sale mebidrolina napadisilato è un derivato dell'etilendiamina, un antagonista dei recettori H1 dell'istamina con proprietà antimuscariniche e sedative centrali.

## Farmacocinetica
Dopo somministrazione per via orale mebidrolina è assorbita lentamente, ma completamente, dal tratto gastroenterico. La concentrazione plasmtica di picco (Cmax) è raggiunta entro 2-4 ore (Tmax) dopo l'assunzione. L'emivita plasmatica del composto si aggira intorno a 4-4,5 ore. La mebidrolina viene ampiamente metabolizzata a livello del fegato. Il farmaco viene eliminato attraverso l'emuntorio renale e solo piccole quantità di composto immodificato (meno dell'1%) possono essere dosate  nelle urine. 
È probabile che il farmaco, come anche altri antistaminici, sia secreto nel latte materno umano e possa oltrepassare la barriera placentare.

## Tossicologia
Studi sperimentali su animali (topo e ratto) hanno permesso di calcolare valori di DL50 pari a 6 g/kg peso corporeo (quando somministrata per os) e di 300 mg/kg peso corporeo (quando somministrata per via endovenosa).

## Usi clinici
La mebidrolina è impiegata nel trattamento sintomatico di manifestazioni di ipersensibilità come l'orticaria e l'angioedema.
Comune è anche il suo utilizzo in caso di rinite vasomotoria, rinite cronica e stagionale, congiuntivite primaverile allergica, febbre da fieno, dermatite che si associa a prurito cutaneo, eczema.

## Effetti collaterali e indesiderati
Gli effetti collaterali sono quelli comuni agli altri antistaminici H1. Tali effetti comprendono disturbi del sistema nervoso centrale (SNC) e segnatamente sedazione, sonnolenza, vertigini, incoordinazione muscolare, stanchezza, ipotensione arteriosa, difficoltà di concentrazione, eccitazione paradossa nei bambini). Relativamente frequenti anche gli effetti antimuscarinici (xerostomia, visione offuscata, ritenzione urinaria) e i disturbi gastrointestinali: anoressia, dispepsia, nausea, vomito, dolore addominale, diarrea.

In alcuni pazienti sono state riportate granulocitopenia, agranulocitosi, trombocitopenia e reazioni allergiche e pustolari cutanee, tinnito ed acufeni.

## Controindicazioni
Il farmaco è controindicato nei soggetti con ipersensibilità individuale accertata verso il principio attivo oppure uno qualsiasi degli eccipienti contenuti nella formulazione farmacologica.
Mebidrolina inoltre non dovrebbe essere somministrata nei pazienti affetti da glaucoma ad angolo chiuso, ipertrofia prostatica, ritenzione urinaria, ostruzione piloro-duodenale, epilessia, gravi disturbi cardiovascolari, negli anziani e nei neonati.

Poiché il farmaco può causare sedazione e sonnolenza se ne sconsiglia l'uso a coloro che conducono veicoli a motore o che svolgono attività che richiedono vigilanza e concentrazione.

## Dosi terapeutiche
Negli adulti la dose consigliata di mebidrolina è pari a 50–100 mg (espressi come base ed equivalenti a 1-2 compresse), per 3 volte al giorno. Il farmaco può essere ingerito durante un pasto, oppure immediatamente dopo essersi alimentati.

## Sovradosaggio
In caso di grave intossicazione acuta si possono osservare sia effetti di tipo depressivo (sedazione, apnea, torpore psichico e confusione mentale, collasso cardiocircolatorio) che stimolante (insonnia, tremore, allucinazioni, convulsioni) il sistema nervoso centrale.

Il trattamento deve essere istituito prima possibile e prevede lo svuotamento gastrico mediante aspirazione e lavanda gastrica. I metodi di tipo farmacologico, ovvero il ricorso ad emetici, quali lo sciroppo di ipecacuana sono da proscrivere.

Le convulsioni, che si possono manifestare soprattutto in età pediatrica, vengono controllate ricorrendo alla infusione endovenosa (e nel bambino alla somministrazione per via rettale) di diazepam. 
Non esistono antidoti specifici, pertanto il trattamento è sostanzialmente sintomatico e di supporto delle funzioni vitali, prevedendo la possibilità di ricorrere alla ventilazione artificiale, al raffreddamento esterno in caso di iperpiressia, alla somministrazione di liquidi (soluzione fisiologica, ringer-lattato ed altri) per via endovenosa e di vasopressori come noradrenalina o fenilefrina.

## Interazioni
- Sostanze deprimenti del SNC (ipnotici, sedativi, analgesici narcotici, barbiturici ed etanolo): la contemporanea somministrazione di mebidrolina può potenziare l'effetto sedativo proprio dei citati composti.[8][9]
- Aminoglicosidi (neomicina, amikacina, gentamicina): la terapia di associazione con mebidrolina può mascherare i primi segni di ototossicità indotti dall'antibiotico.
- Anticoagulanti orali (warfarin e acenocumarolo): la co-somministrazione può ridurre la durata di azione dell'anticoagulante.